# Ala juvenil
Un ala juvenil es un frente subsidiario, autónomo o aliado independiente de una organización más grande que se forma para reunir el apoyo para esa organización de miembros y miembros potenciales de una edad más joven, así como para enfocarse en temas y temas más ampliamente relevantes entre la juventud de esa organización. Las alas juveniles también pueden ser foros de discusión para miembros más jóvenes y partidarios de la organización para debatir políticas e ideologías.

## Partidos políticos
El término "ala juvenil" se usa con mayor frecuencia para referirse a las alas juveniles de los partidos políticos; En tales alas juveniles, los miembros de rango o líderes a menudo son vistos, al alcanzar el requisito de edad mínima, como líderes o burócratas potenciales del principal partido político. Esto ha llevado a una percepción de las alas juveniles de los partidos políticos como simples puertas de oportunidades de empleo en la burocracia gubernamental para los miembros más jóvenes, especialmente en el caso de los sistemas dominantes o de un solo partido en los que se garantiza la victoria de un partido en las urnas. 
Las alas juveniles de los partidos políticos consisten principalmente en adultos jóvenes. El requisito de edad para la mayoría de las alas juveniles de los partidos políticos oscila entre una edad mínima de 15 años y un límite superior de edad de 30 años (aunque hay alas juveniles de partidos políticos que tienen un límite superior de edad de hasta 35)

## Distinciones

### De las alas estudiantiles
Las alas juveniles son distintas de las alas estudiantiles, ya que las primeras no se establecen necesariamente ni se centran exclusivamente en una base exclusiva para estudiantes. 

### De facciones políticas
Las alas juveniles normalmente no se consideran facciones de un partido político, ya que las alas juveniles generalmente se consideran extensiones enfocadas en los jóvenes de la política y la ideología del partido en lugar de ser ideologizadas de manera diferente del liderazgo del partido en sí. 